# Флаг сельского поселения Ошейкинское
Флаг сельского поселения Ошейкинское — официальный символ муниципального образования сельское поселение Ошейкинское Лотошинского муниципального района Московской области Российской Федерации.
Флаг утверждён 14 июля 2006 года и внесён в Государственный геральдический регистр Российской Федерации с присвоением регистрационного номера 2597.
Флаг составлен на основании герба сельского поселения по правилам и традициям геральдики и отражает исторические, культурные, социально-экономические, национальные и иные местные традиции.

## Описание
«Флаг сельского поселения Ошейкинское представляет собой прямоугольное зелёное полотнище с отношением ширины к длине 2:3, несущее вдоль нижнего края три неравных полосы — две белых и между ними красная, относящиеся к ширине полотнища, соответственно как 1:40, 1:15, 1:6; посередине основной, зелёной, части полотнища — белое изображение трубящего идущего иноходью оленя».

## Обоснование символики
Белый олень символизирует чистоту, достоинство, целеустремлённость и храбрость, а также отражает участие сельского поселения в охране и сохранении животного мира.
Зелёный цвет — символизирует обширные лесные массивы и указывает на экологическую чистоту местности.
Красный цвет является символом мужества и отваги и отражает героизм и самоотверженность советских воинов, проявленные при защите Подмосковья. На территории сельского поселения находятся и содержатся в образцовом порядке 23 братские могилы.
Белые полосы — символизируют реки и водоёмы, богатые рыбой. Крупное рыбное хозяйство, площадью 1300 га, занимается разведением зеркальных карпов и других сортов рыбы и снабжает ими Московскую и другие области.